# شهرستان جفرسون (اورگن)
شهرستان جفرسون، اورگن (به انگلیسی: Jefferson County, Oregon) شهرستانی در ایالات متحده آمریکا است که در اورگن واقع شده‌است.

## خصوصیات
شهرستان جفرسون ۴٬۶۳۸٫۶۹ کیلومترمربع مساحت دارد.